# Drosophila trizonata
Drosophila trizonata är en tvåvingeart som beskrevs av Toyohi Okada 1966.
Drosophila trizonata ingår i släktet Drosophila och familjen daggflugor. Artens utbredningsområde är Nepal.